# Tupirinna
Tupirinna là một chi nhện trong họ Corinnidae.

## Các loài
- Tupirinna albofasciata (Mello-Leitão, 1943)
- Tupirinna rosae Bonaldo, 2000
- Tupirinna trilineata (Chickering, 1937)